# Sallaz/Vennes/Séchaud
Pour les articles homonymes, voir Sallaz et Vennes.
Sallaz/Vennes/Séchaud est un quartier de la ville de Lausanne, en Suisse.

## Histoire

### Avant leXVIIIesiècle
Le territoire suburbain situé au nord-est de Lausanne, entre le Flon à l'ouest, la Vuachère à l'est, Épalinges au nord et Montagibert au sud demeure pendant plusieurs siècles un ensemble de forêts, de pâtures et de champs et les habitations sont clairsemées, contrairement à la région voisine de Chailly ou un hameau d'une certaine importance existe dès le Moyen Âge. Ces terres relèvent du chapitre de Notre-Dame. Du XIVe au XVe siècle, la famille Bover en possède en fief la plus grande partie. Ces terres sont morcelées à partir du XVe siècle. Elles constituent dans le dernier quart du XVIIe siècle cinq domaines agricoles de 50 à 60 ha, constitués principalement de bois, de pâtures, de prairies et de chènevières, mais également de champs de céréales, dont le grain est amené aux moulins établis le long du Flon, où l'on trouve également des scieries et des tanneries. La région compte en outre plusieurs tuileries à partir de la fin du XVe siècle, dont une en Pierre-de-Plan, construite en 1490.

### XVIIIesiècle
Le plan Gignillat (de 1722-1723) indique que les domaines agricoles se morcellent à leur tour. Il n'y a par contre pas encore de maisons d'habitations sur le plateau de la Sallaz, qui constitue la partie supérieure de la seigneurerie de Béthusy.
Dans la seconde moitié du XVIIIe siècle, certains propriétaires se font construire sur leurs terres une « maison de maître ». Un des principaux domaines de Vennes, qui appartenait à la famille Loys de Vennes, puis à la famille Albert, est acquis en 1775 par Jean-Abram Meyn de Spanbroek, baron hollandais naturalisé suisse. Il fait construire entre 1778 et 1780 divers bâtiments, dont le château de Vennes. Il cède le domaine en 1795 à la ville de Lausanne, avec ses fiefs et ses droits seigneuriaux, à la suite d'une condamnation par l'administration bernoise pour avoir participé, en juillet 1791, au « banquet des Jordils » qui commémore la prise de la Bastille, ne conservant que la maison de Dessous-les-Roches, construite entre 1778 et 1779.
Vers 1780, la campagne de Béthusy, qui appartenait jusqu'à sa faillite à l'ancien châtelain de La Tour-de-Peilz, est morcelée et vendue. La zone nord trouve cinq acquéreurs différents, dont certains viennent s'y établir, notamment sur le plateau de la Sallaz. Ils y bâtissent des maisons rurales assez rapprochées pour qu'on puisse parler d'un hameau.

### XIXesiècle

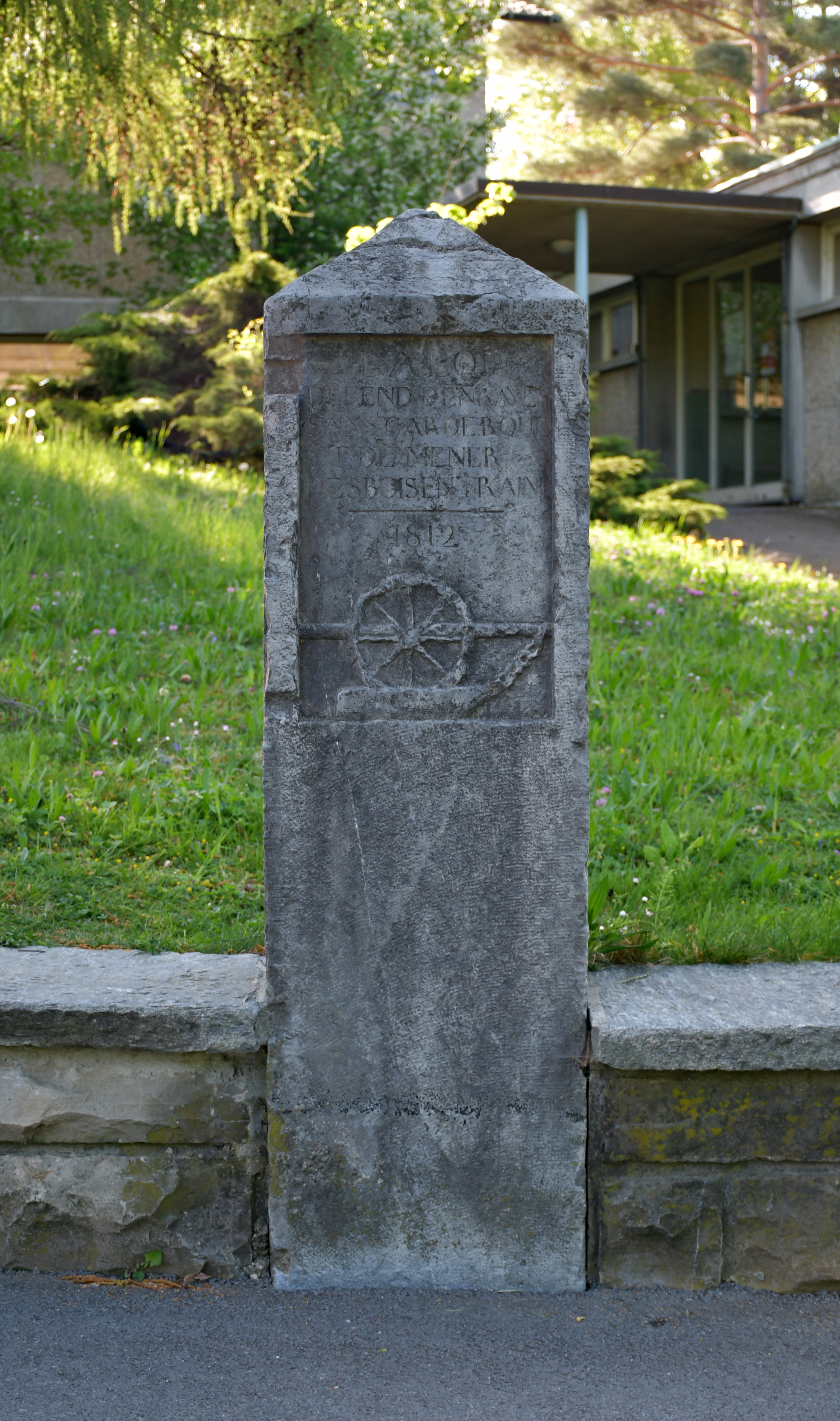
Borne de signalisation routière située devant le collège de la Sallaz. Datant de 1812, elle demande aux charretiers de ne pas bloquer leurs roues dans la descente sans sabots, ni de freiner en faisant traîner des troncs, et cela pour éviter la formation d'ornières. Le texte gravé dit : La loi défend d'enrayer sans garderoue et de mener des bois en traîne – 1812.

Dans le premier quart du XIXe siècle, Charles Cerez transforme en forge et en auberge (l'Auberge de la Sallaz) les bâtiments dont il a hérité. Malgré tout, durant la plus grande partie du XIXe siècle, la Sallaz et Vennes restent trop décentrés pour bénéficier des importantes évolutions économiques et urbaines qui transforment Lausanne en véritable ville (construction du Grand-Pont en 1844 et d'une usine à gaz en 1848, percement du tunnel de la Barre en 1855, arrivée du chemin de fer en 1856), et le hameau vit en vase clos. Pourtant, selon un pointage officiel de 1835, la route de Lausanne à Faoug, qui passe par la Sallaz, est la plus fréquentée des six routes principales partant de Lausanne, mais la place Saint-François, terminus des diligences, ne se trouve qu'à 2 km du hameau et elles le traversent donc sans s'y arrêter. Lausanne fait malgré tout construire en 1838 le collège de Vennes (une école primaire qui sera exploitée pendant plus d'un siècle) et, en 1845, la Discipline des Croisettes, un centre pénitentiaire pour jeunes délinquants de 10 à 20 ans, qui prendra par la suite le nom d'École de réforme des Croisettes ; devenue moins répressive, elle est plus tard désignée comme la Maison d'éducation de Vennes.
Le Flon est toujours, à cette époque, utilisé pour faire fonctionner des moulins, dont celui d'Étienne Creux, qui existait déjà deux siècles auparavant et qui avait été utilisé au XVIIe siècle comme tannerie. Au milieu du XIXe siècle, Charles-Amédée Kohler achète à la ville la scierie de Sauvabelin, située non loin de la tuilerie Laedermann. Il la transforme en chocolaterie moderne dotée d'une chaudière à vapeur. La Chocolatière, comme elle était nommée, dont le nom subsiste encore au XXIe siècle, fonctionnera jusqu'en 1896 avant d'être transférée à Échandens.
En 1867, la partie inférieure de la route de Berne est rénovée, mais les travaux s'arrêtent au chemin du Calvaire, environ 1 km au sud de la Sallaz,. Le hameau compte à la fin du XIXe siècle 32 maisons et 330 habitants, vivant surtout de l'agriculture et des cultures maraîchères, même si quelques familles aisées s'y sont fait construire des villas. En 1935, le professeur Paul Mottaz décrit la Sallaz de 1895 : « Un hameau isolé, comme repoussé de Lausanne par les deux cimetières qui l'en séparent ; un carrefour avec quelques vieilles maisons : deux auberges, deux fermes, la forge, la boulangerie, l'épicerie, c'est tout […] ».
L'éclairage public au gaz, installé à Lausanne dès 1846, s'arrête à l'Hôpital cantonal et n'atteint donc pas la Sallaz, située 1,5 km au nord. En 1896, la Société de développement du quartier La Sallaz/Vennes (fondée l'année précédente) obtient le rachat par la ville de dix réverbères à la néoline que Rolle cherche à revendre. Sept sont installés entre le chemin du Calvaire et la Sallaz, deux sur la route de Berne et un sur la route d'Oron, qui se dirige au nord-est de la Sallaz. La Société de développement tente également, sans succès, le quartier n'étant pas assez peuplé, d'obtenir la prolongation de la ligne de tramways jusqu'à la Sallaz et l'ouverture d'une classe enfantine au collège de Vennes.

### Première moitié duXXesiècle

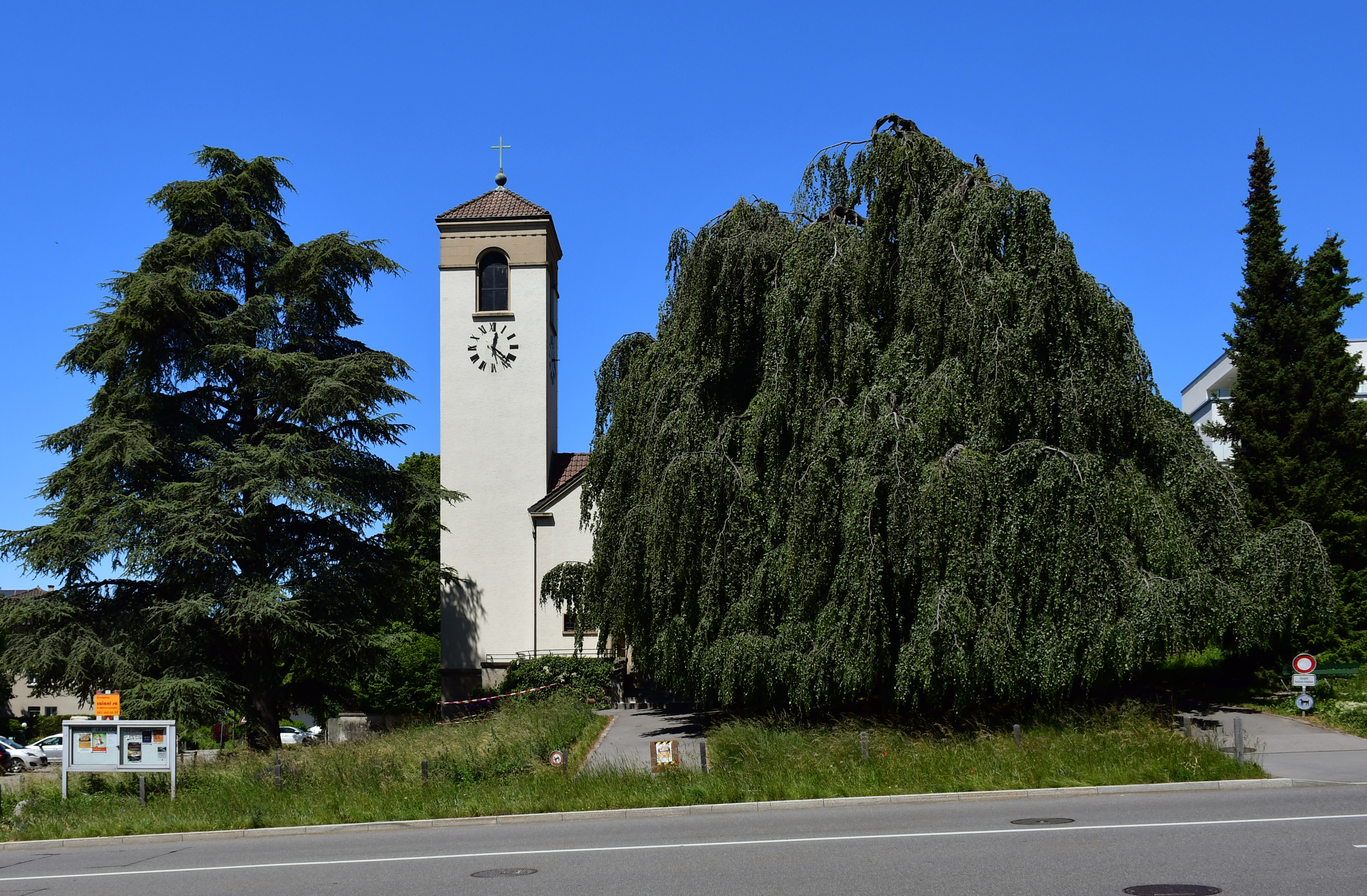
L'église réformée de la Sallaz-Vennes, sur la route de Berne, bâtie en 1937.

En 1899 est fondée la Compagnie des chemins de fer du Jorat, dont l'objectif est de relier Lausanne à Moudon en passant par le Chalet-à-Gobet. Le 15 mai 1902 est inauguré le tronçon entre la Sallaz et le Chalet-à-Gobet et la liaison avec Moudon est réalisée le 28 novembre. Devant cette concurrence, les Tramways lausannois rachètent la concession fédérale pour l'entrée en ville (qu'ils avaient refusé de construire en 1899) et assurent la liaison entre la Sallaz et le centre de Lausanne. La Sallaz devient un relais ferroviaire et sort de son isolement. De plus, l'éclairage électrique y est installé en 1904.
En 1903, le quartier de la Sallaz/Vennes compte 21 enfants entre 5 et 7 ans et obtient l'ouverture d'une classe de maternelle au collège de Vennes. En 1905, le dépôt de poste situé sur la route de Berne depuis 1899, à 300 m au nord de la place, devient un bureau de poste et est transféré à la Sallaz. Le quartier continue de se développer : création en 1900 à la route d'Oron du Foyer, centre éducatif pour aveugles et handicapés mentaux, installation en 1926 de l'institut biblique et missionnaire Emmaüs. Le quartier passe de 693 habitants en 1905 à 2 100 en 1931.
En 1934 est inauguré le cinéma Le Colisée et, l'année suivante, la première Maison de la radio de Suisse, où la Société romande de radiophonie transfère ses studios. Le bâtiment sera agrandi 40 ans plus tard. Le temple de Vennes est construit en 1937 par Frédéric Gilliard ; la bibliothèque publique créée en 1850 est transférée dans la maison de paroisse.

### Seconde moitié duXXesiècle

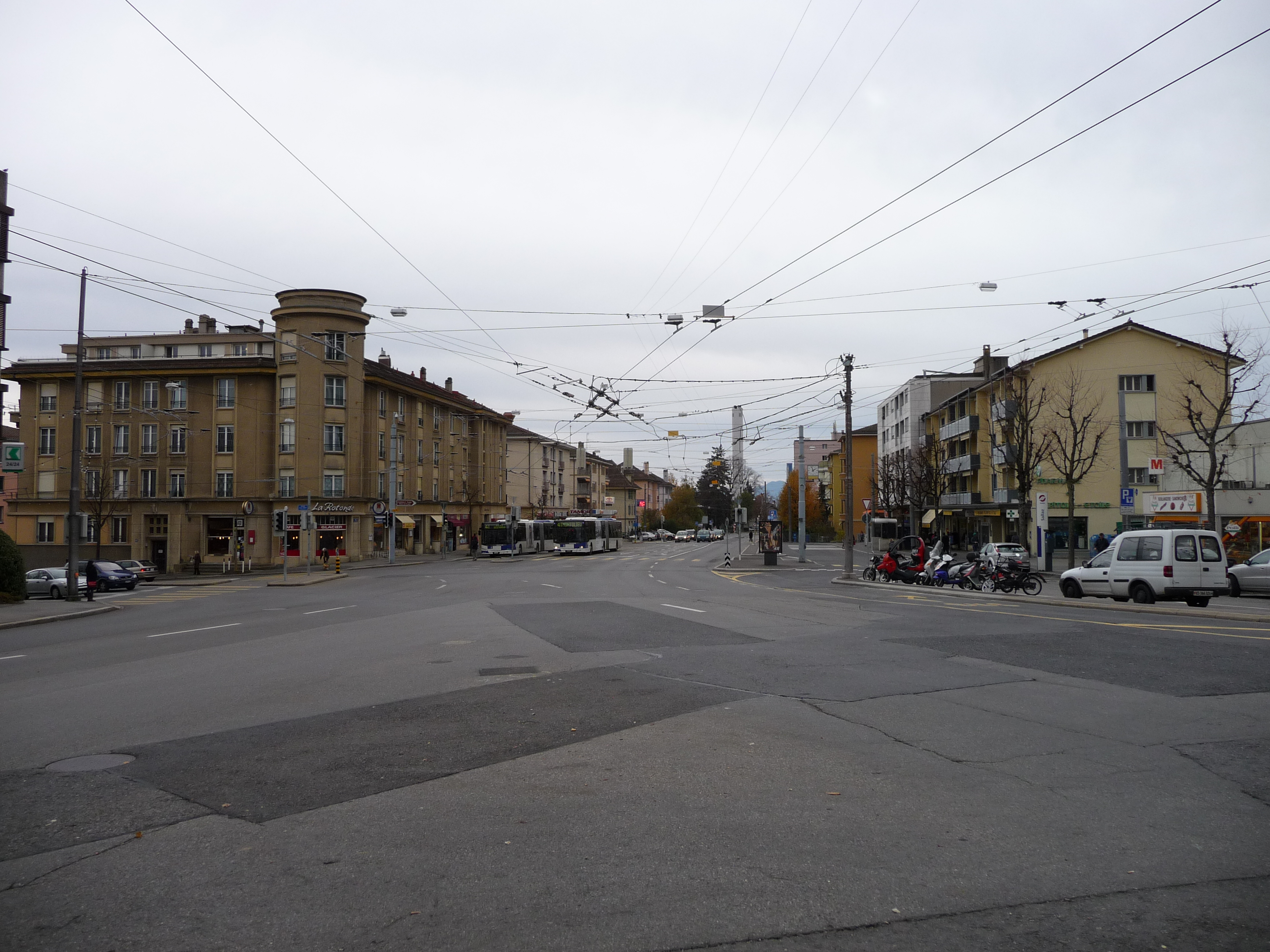
La Sallaz vue du nord en 2009, avant son réaménagement ; La route d'Oron (à gauche) et la route de Berne (à droite) se rejoignent avant de traverser la place.

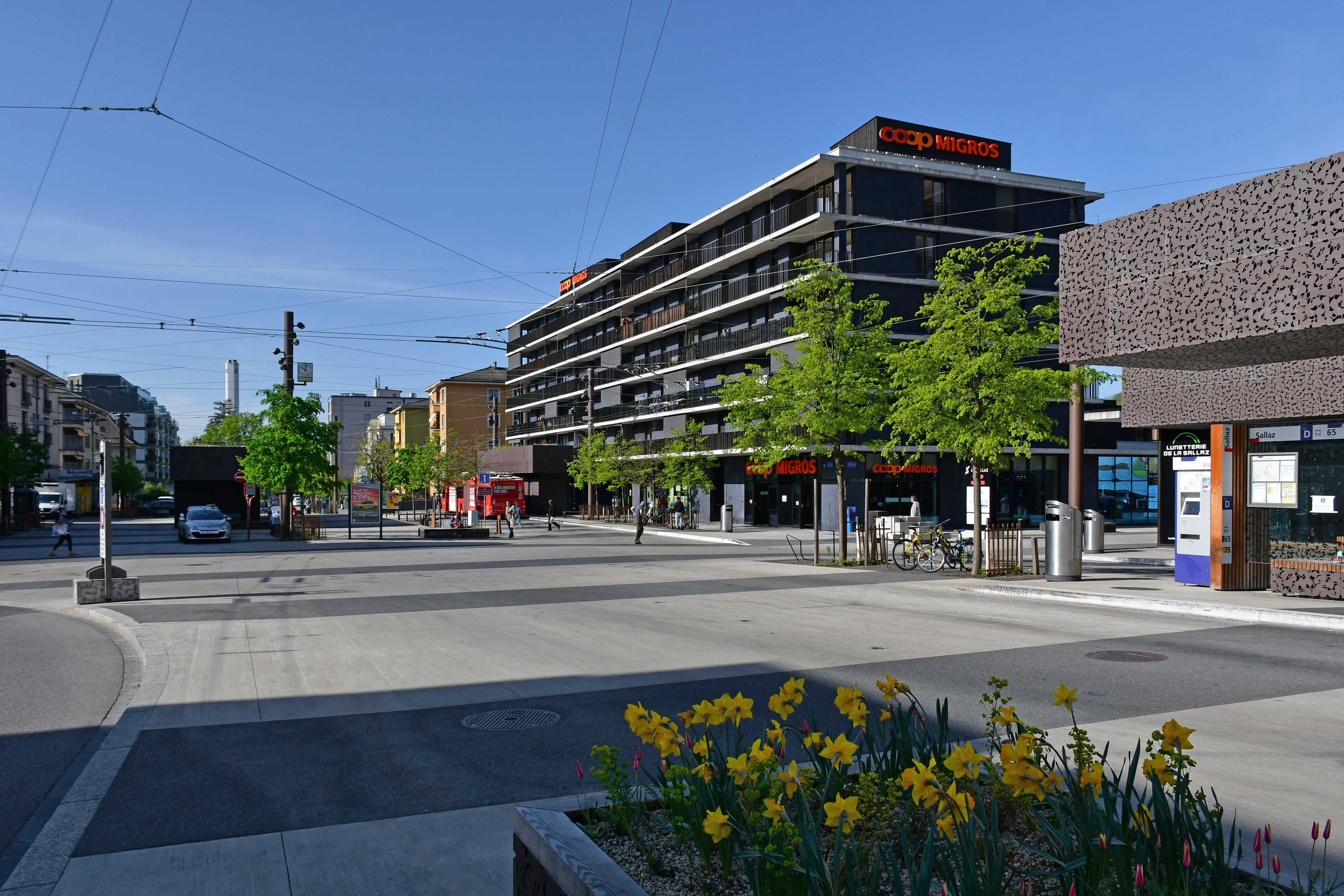
La Sallaz vue du nord en 2020, après son réaménagement.

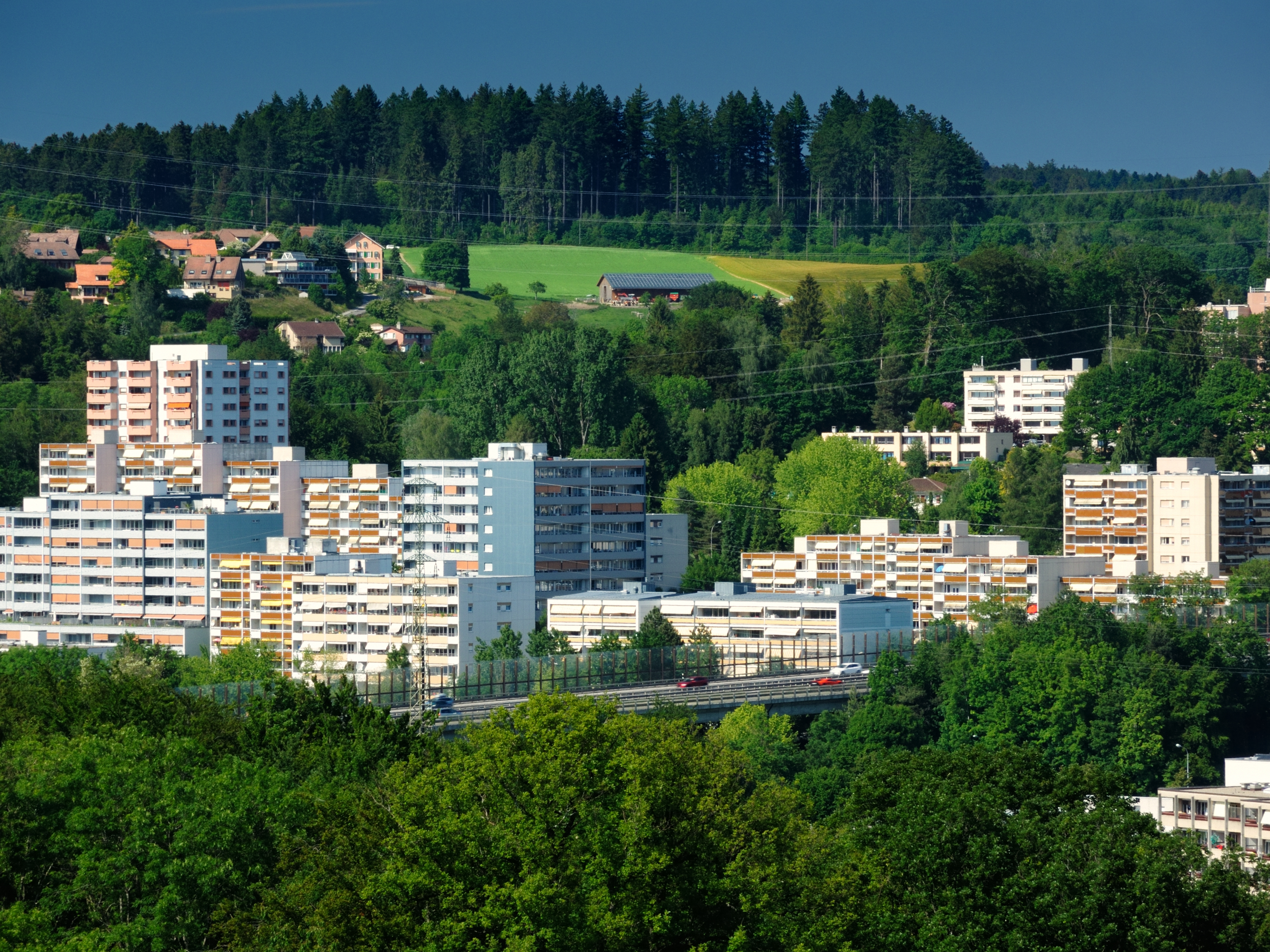
les bâtiments de la rue Isabelle-de-Montolieu, au nord-ouest du quartier, vus de la tour de Sauvabelin.

En 1950 est créée la paroisse catholique de Saint-Étienne ; son église est établie au début de la route d'Oron, dans une ferme transformée. Trois écoles et centres scolaires voient le jour : l'école de la Sallaz en 1955 (au sud de la place, sur le terrain de l'ancien cimetière de Pierre-de-Plan), le collège de Coteau-Fleuri en 1972 (1,8 km à l'est, qui accueille les élèves des nouveaux quartiers de Valmont, des Boveresses et de Praz-Séchaud) et le complexe scolaire de Grand-Vennes en 1977 (à l'ouest de la route de Berne, qui possède de plus un centre culturel et de loisirs, un centre de protection civile, une piscine couverte, une salle omnisports, une grande salle et une bibliothèque municipale qui remplace la bibliothèque de 1850). S'y ajoutent des écoles privées (l'institut Valcreuse et le Liceo Vilfredo Pareto), l'École d'études sociales et pédagogiques qui, installée en 1964, s'agrandit en 1974 et le centre médico-pédagogique du Châtelard, qui se trouvait auparavant à Lutry. En outre, le Centre Communal pour adolescents de Valmont (qui s'occupe d'adolescent(e)s en difficulté, placés par le tribunal des mineurs) s'installe dans le quartier, tout comme la Fondation Plein-Soleil (pour handicapés physiques) et La Cassagne (home-école pour personnes souffrant de paralysie cérébrale).
Le quartier de la Sallaz/Vennes, qui compte 2 572 habitants en 1950, en compte 5 263 en 1960, 7 343 en 1970, puis plus de 11 000 au début des années 1980.

### XXIesiècle
Au début du XXIe siècle, la place de la Sallaz connaît des transformations majeures, qui se terminent en 2016. La route qui la traverse est supprimée et le trafic est dévié, notamment par la création d'une route de contournement par l'ouest, déviant la circulation venant de la route de Berne en dehors de la place. Elle devient une « zone de rencontre », dans laquelle cohabitent les piétons et les bus. La majorité des immeubles de l'ouest de la place sont reconstruits, libérant notamment de la place pour de nouveaux commerces et pour la bibliothèque municipale transférée du complexe scolaire de Grand-Vennes. En parallèle, l'usine d'incinération et de traitement des déchets Tridel est construite à l'ouest de la place en 2006, et la ligne M2 du métro est inaugurée en 2008, reliant la Sallaz et Vennes au centre-ville et à Épalinges.

## Démographie
Avec une population, en juin 2018, de 14 895 habitants, dont 6 785 étrangers (45,6%), le quartier Sallaz/Vennes/Séchaud abrite 10% de la population lausannoise. 

## Délimitation
Le quartier Sallaz/Vennes/Séchaud, recouvre 234,1 ha, ce qui correspond à 6% de la surface de la commune, et regroupe les secteurs suivants, :
- La Sallaz (1201)[Note 6]
- Vennes (1202)
- Route de Berne (1203)
- Valmont (1204)
- Grangette (1205)
- Praz-Séchaud (1206)
- Chemin des Roches (1207)
- Grand-Vennes (1208)

Le quartier est situé au nord-est de la ville ; il est limité au nord par les communes d'Épalinges et du Mont-sur-Lausanne, à l'est par les Zones foraines de Lausanne, au sud par le quartier de Chailly/Rovéréaz et à l'ouest par les quartiers de Vallon/Béthusy et de Sauvabelin.

## Transports publics
- Bus : lignes 6, 16, 41, 42, 360 et 365 ;
- Métro : M2 (stations Sallaz, Fourmi et Vennes)[8].

## Réseau routier
L'autoroute A9 traverse le quartier, qu'elle dessert par l'accès "Lausanne-Vennes", qui permet, par la route de Berne, d'accéder au centre-ville.

## Sites touristiques
- Aquatis, musée vivant sur le thème de l'eau douce comportant un aquarium et un vivarium.

## Entreprise
- "Maison de la Radio" de la Radio suisse romande

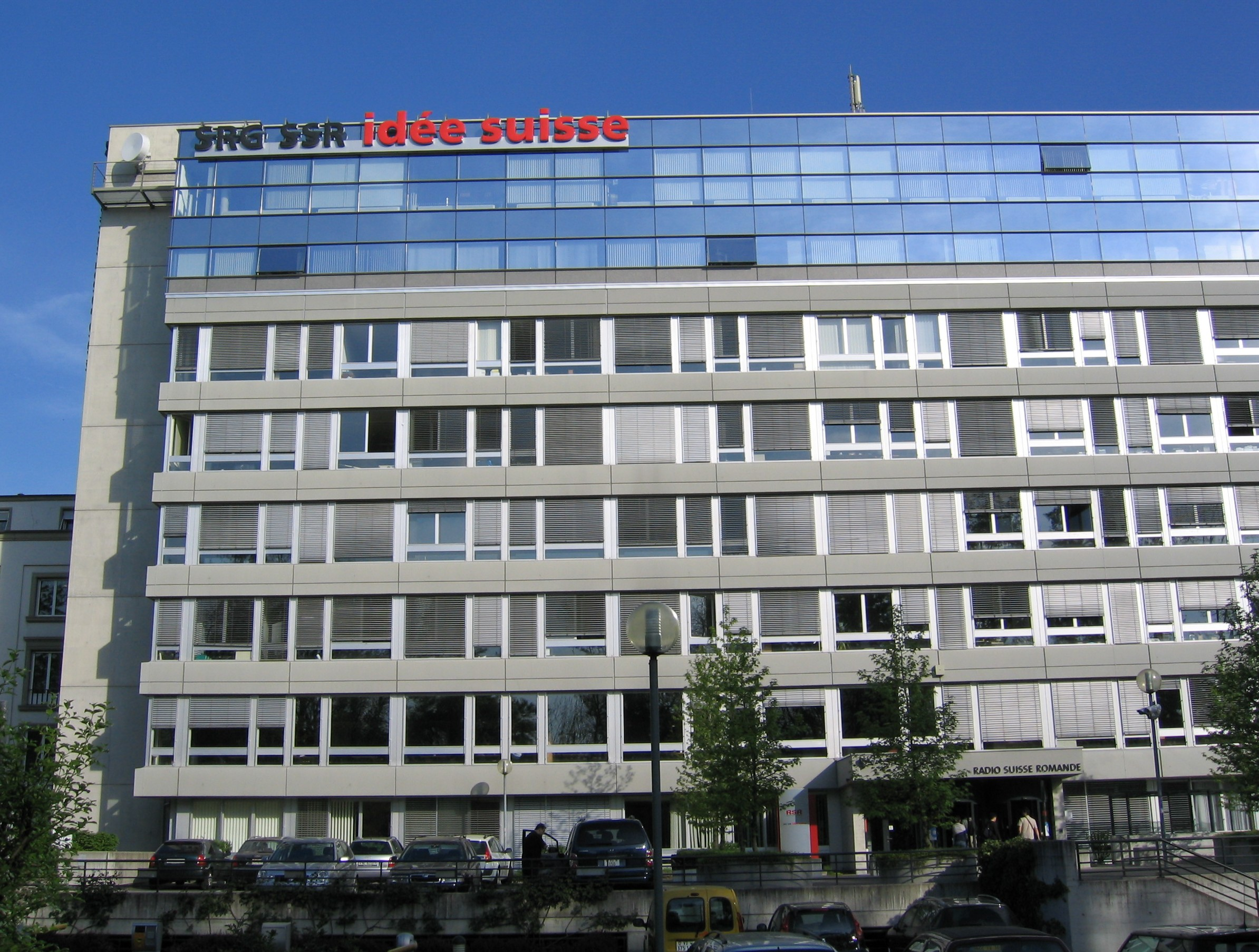
La Maison de la Radio, à la Sallaz.
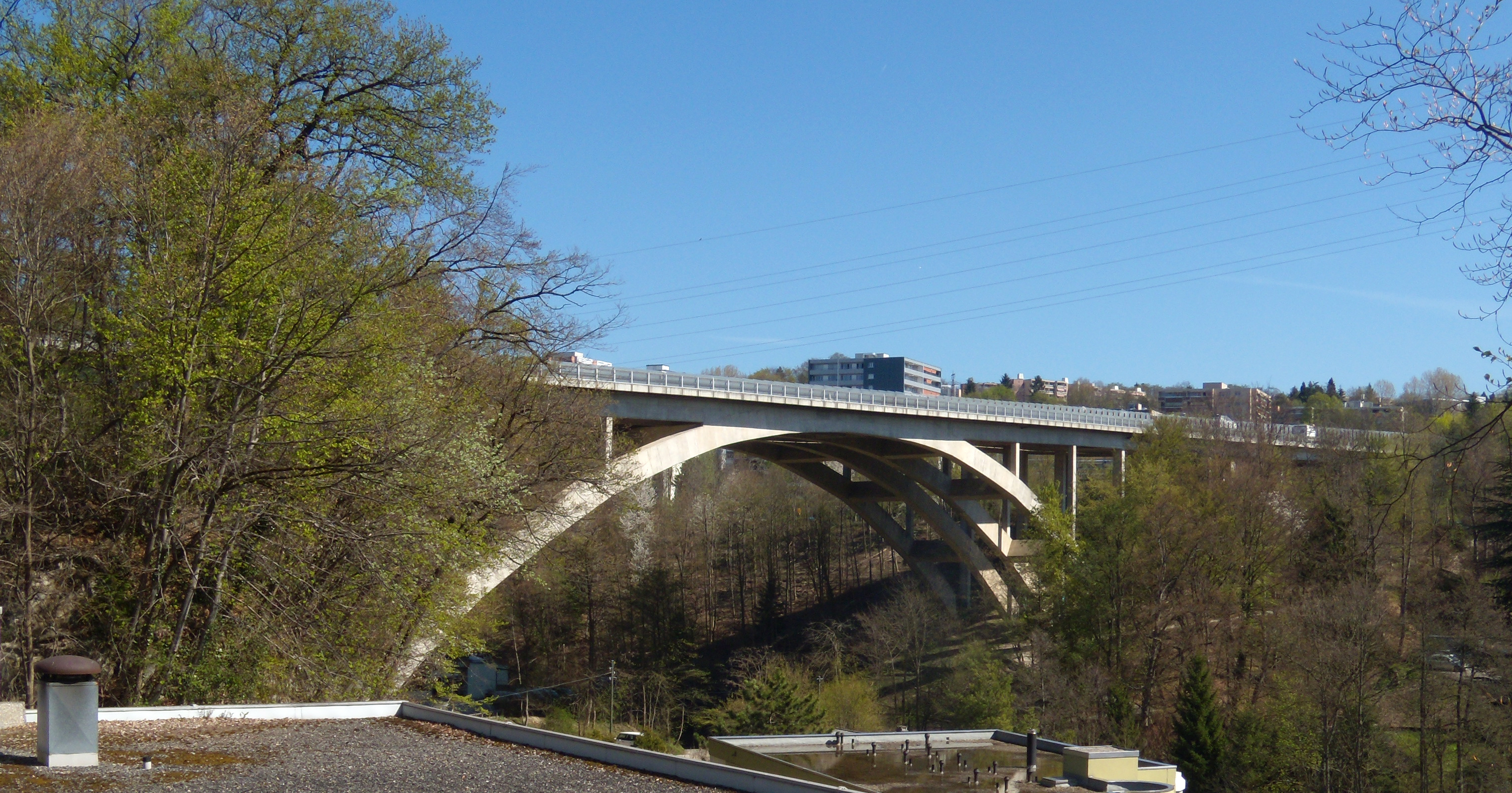
Le viaduc de la Chocolatière, un des segments de l'autoroute A9 à son passage dans le quartier.

## Cours d'eau

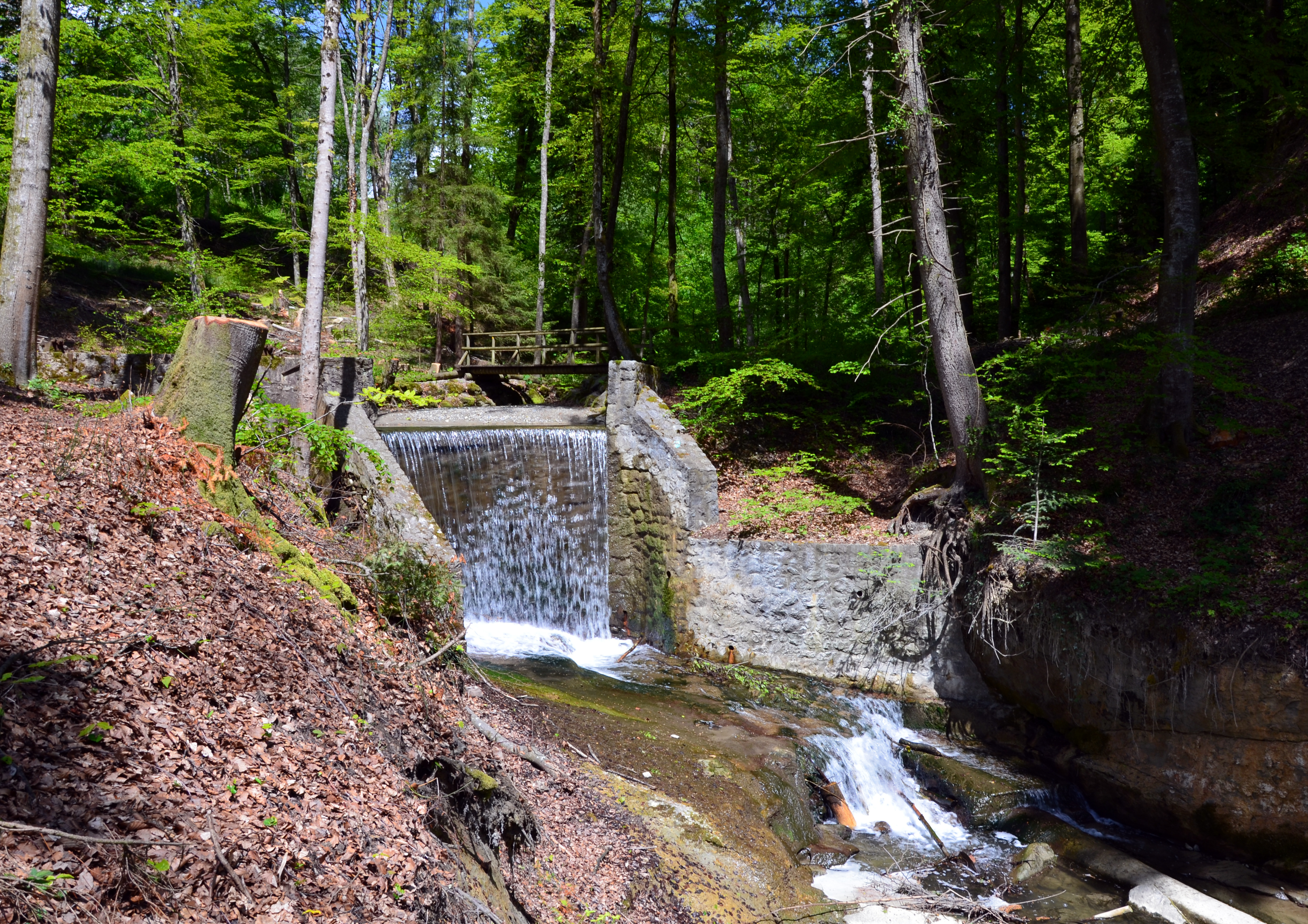
Une chute d'eau du Flon, qui délimite les communes de Lausanne et du Mont-sur-Lausanne. La photo est prise du Mont-sur-Lausanne.

Le Flon longe la frontière ouest du quartier jusqu'à la place de la Sallaz. À cet endroit, une partie de l’eau est dérivée artificiellement vers la Vuachère (qui traverse également le quartier) au moyen d'une conduite souterraine créée en 1996. L'autre partie, canalisée dans le réseau des égouts, quitte le quartier vers le sud.